# Autophila cyprogena
Autophila cyprogena är en fjärilsart som beskrevs av Charles Boursin 1940. Autophila cyprogena ingår i släktet Autophila och familjen nattflyn. Inga underarter finns listade i Catalogue of Life.